# Wang Ťin
Wang Ťin (čínsky pchin-jinem Wáng Jǐn, znaky 王瑾; * 13. září 1972 Wen-čou) je bývalá čínská zápasnice – judistka.

## Sportovní kariéra
Judu se věnovala od 13 let v rodném Wen-čou. V čínské ženské reprezentaci se pohybovala od roku 1993 v pololehké váze do 52 kg. V roce 1996 startovala na olympijských hrách v Atlantě, kde nestačila v úvodním kole na Japonku Noriko Narazakiovou (Sugawaraovou). Po olympijských hrách se na větších mezinárodních turnajích neobjevovala.

## Výsledky
| Turnaj            | 1994           | 1995           | 1996           |  |
| Turnaj            | 22             | 23             | 24             |  |
| Turnaj            | pololehká váha | pololehká váha | pololehká váha |  |
| ----------------- | -------------- | -------------- | -------------- |  |
| Olympijské hry    |                |                | úč.            |  |
| Mistrovství světa |                | 5.             |                |  |
| Asijské hry       | 3.             |                |                |  |
| Mistrovství Asie  |                | —              | —              |  |